# ميلو سيروفيتش
ميلو سيروفيتش (مواليد 7 أبريل 1980) هو سبّاح من صربيا والجبل الأسود، مثّل بلاده في الألعاب الأولمبية الصيفية 2000.

## روابط خارجية
ميلو سيروفيتش على موقع الاتحاد الدولي للسباحة (الإنجليزية)
- ميلو سيروفيتش على موقع أوليمبيديا (الإنجليزية)